# Gaston Richard
 (juin 2018).
Si vous disposez d'ouvrages ou d'articles de référence ou si vous connaissez des sites web de qualité traitant du thème abordé ici, merci de compléter l'article en donnant les références utiles à sa vérifiabilité et en les liant à la section « Notes et références ».
Gaston Richard, né le 29 septembre 1860 à Paris et mort le 9 juin 1945 à Caudéran, est un sociologue français.

## Biographie
Gaston Richard est élève à l'École normale supérieure (promotion 1880), et passe son agrégation de philosophie en 1885 (rang 9e). Il devient en 1892 docteur ès lettres en soutenant à la Faculté des lettres de Paris ses thèses portant sur les sujets suivants : Essai sur l'origine de l'idée de droit, et sa thèse complémentaire De psychologico apud cartesium mechanismo traduit en français : Le mécanisme psychologique par Descartes. Gaston Richard est nommé professeur de philosophie au lycée du Havre, puis succède à Durkheim à la chaire de sociologie à l'Université de Bordeaux. Membre de L'Année sociologique, Gaston Richard rompt néanmoins avec l'école durkheimienne vers 1905. Il s'opposa notamment au père de la sociologie française sur la question du positivisme et de l'analyse du phénomène religieux[réf. nécessaire].

## Publications
- Gaston Richard, Essai sur l'origine de l'idée de droit : Thèse présentée à la Faculté des lettres de Paris, Paris, 1892, 290 p. (EAN 9782019934453, lire en ligne).
- Gaston Richard, Le socialisme et la science sociale, Paris, Félix Alcan, coll. « Bibliothèque de philosophie contemporaine », 1897 (lire sur Wikisource).
- Gaston Richard, Notions élémentaires de sociologie, Paris, 1903, 110 p. (lire en ligne).
- Gaston Richard, L'idée d'évolution dans la nature et dans l'histoire, 1903.
- Gaston Richard, La Femme dans l'histoire : Étude sur l'évolution de la condition sociale de la femme, Paris, O. Doin et fils, 1909, 494 p. (lire en ligne).
- Gaston Richard, Pédagogie expérimentale, Paris, O. Doin et fils, 1911, 368 p. (lire en ligne).
- Gaston Richard, La Sociologie générales et les lois sociologiques, Paris, O. Doin et fils, 1912, 418 p. (lire en ligne).
- Gaston Richard, La question sociale et le mouvement philosophique au XIXe siècle, Paris, A. Colin, 1914, 362 p..
- Gaston Richard et René Worms (dir.), Le conflit de l'autonomie nationale et de l'impérialisme, Paris, M. Giard & É. Brière, coll. « Bibliothèque sociologique internationale », 1916, 172 p. (lire en ligne).
- Gaston Richard, L'évolution des mœurs, Paris, O. Doin et fils, 1925, 392 p. (lire en ligne).
- Gaston Richard, La vraie et la fausse éducation laïque, Neuilly, La cause, 1926, 20 p. (BNF 31210600).
- Gaston Richard, L'enseignement de la sociologie à l'École normale primaire, Neuilly-sur-Seine, La cause, 1929, 40 p. (BNF 31210585).
- Gustave Belot, Camille Bouglé et Gaston Richard, Les problèmes de la famille et le féminisme : Conférences faites à la Ligue française d'éducation morale, Paris, F. Nathan, coll. « Bibliothèque des éducateurs », 1930 (ISSN 1952-4161, OCLC 494569838, SUDOC 11727366X).
- Gaston Richard, « La Pathologie sociale d'Émile Durkheim », Revue internationale de sociologie, Paris, M. Giard, vol. 38e année, nos 3-4,‎ mars-avril 1930 (BNF 31210592).
- Gaston Richard, La loi morale, les lois naturelles et les lois sociales, Paris, Hermann & Cie, coll. « Actualités scientifiques et industrielles. La Morale », 1937, 61 p. (BNF 32569233).
- Gaston Richard, Sociologie et théodicée : leur conflit et leur accord, Les Presses Continentales, 1940, 319 p..
- Gaston Richard, La vie et l’œuvre de Raoul Allier, Paris, Berger-Levrault, 1948, 348 p..